# Wittmackanthus stanleyanus
Wittmackanthus stanleyanus är en måreväxtart som först beskrevs av Moritz Richard Schomburgk, och fick sitt nu gällande namn av Carl Ernst Otto Kuntze. Wittmackanthus stanleyanus ingår i släktet Wittmackanthus och familjen måreväxter. Inga underarter finns listade i Catalogue of Life.